# マヤ・アルム

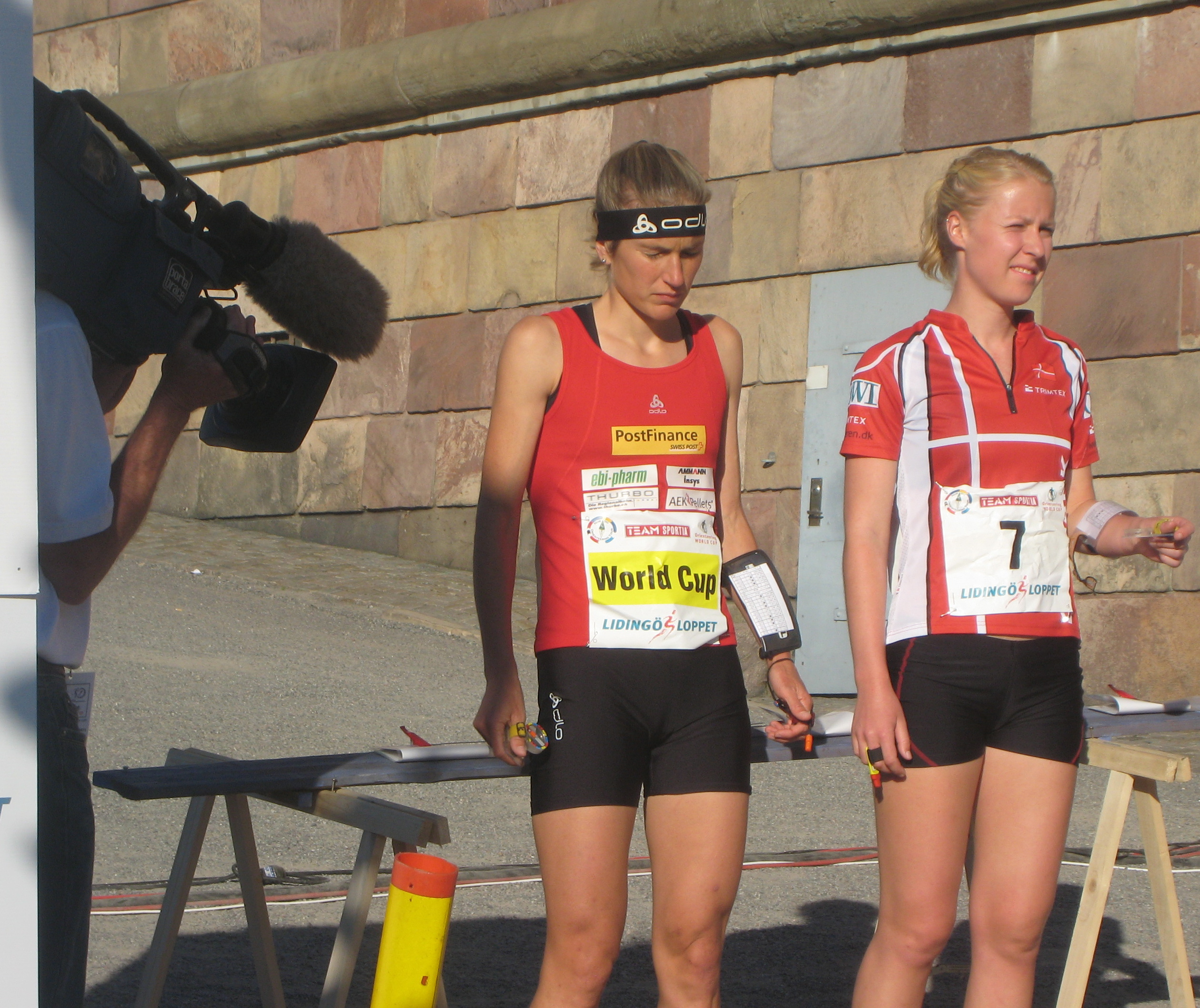
2010年ストックホルムにて、シモーネ・ニグリ＝ルーダーと

マヤ・アルム（Maja Alm、1988年7月10日 - ）は、デンマークのオリエンテーリング選手であり、スプリント競技を得意とする。オーフス在住。

## 実績

### ジュニア時代
マヤ・アルムはジュニア世界選手権（JWOC）へ2004年にポーランドで開催されたJWOC2004から、2008年にスウェーデンで開催されたJWOC2008にいたるまで、実に5回も出場している。初出場の2004年こそ、ミドル競技で30位、ロング競技で79位と苦しんだものの、次第に経験を積む中で2007年のオーストラリアで開催されたJWOC2007スプリント競技において銅メダルを獲得した。後述の通り、同年シニア代表にも初選出され、ジュニアの年齢でありながらも世界選手権（WOC）へ出場した。翌2008年はJWOCへ集中するためデンマークのシニア代表を辞退したうえでJWOC2008に出場、リレー競技でこそイダ・ボバック、Signe Klintingとともに銀メダルを獲得したが、個人種目ではスプリント競技の11位が最高と奮わなかった。

### シニア時代
非常に優れたスプリンターとして知られ、WOCにおいてもっとも金メダルに近い一人としてよく挙げられている。前述の通り、シニア選手として国際大会に初めて出場したのは2007年ウクライナのキエフで開催されたWOC2007である。リレー競技に出場し、8位となっている。国際舞台においてブレイクスルーを果たしたのは2010年で、ブルガリアで開催されたヨーロッパ選手権（EOC）のスプリント競技でヘレナ・ヤンソン、シモーネ・ニグリ＝ルーダーに続いて3位となり銅メダルを獲得すると、同年のワールドカップでもニグリ、ヤンソンに続き総合3位となり、ノルディックオリエンテーリングツアー（NORT）でも総合4位となった。翌2011年、フランスでのWOC2011スプリント競技でこそあと一歩のところでメダルを逃す4位だったが、2012年にスウェーデンで開催されたEOC2012スプリント競技で銀メダルを獲得すると、スイス・ローザンヌで開催されたWOC2012のスプリント競技でもニグリに続いての2位入賞、念願のメダルを獲得した。

## その他
- オーフス大学にて歯科学を専攻、オリエンテーリングや陸上競技に取り組むためにカリキュラム等のサポートを受けた[2]。
- オリエンテーリングのクラブだけでなく、オーフスGFの陸上競技部門に所属しトレーニングを積んでいる。